# Alice die Notfallprinzessin
Alice die Notfallprinzessin (Originaltitel: Reserveprinsesse Andersen) ist ein Kinderbuch der norwegischen Schriftstellerin Torun Lian und des norwegischen Illustrators Øyvind Torseter. Erzählt wird die Geschichte der schüchternen Alice und ihrer komplizierten Freundschaft zu Iver. Dabei werden Themen wie Selbstvertrauen, Angst, Schüchternheit, Neid, Liebe und Freundschaft behandelt.
Alice die Notfallprinzessin erschien 2015 beim Aschehoug-Verlag in norwegischer Sprache und 2019 beim Gerstenberg Verlag in deutscher Übersetzung. Es wurde von Gabriele Haefs ins Deutsche übersetzt.
Das Buch wurde 2015 mit dem Brageprisen für Kinder- und Jugendbücher ausgezeichnet.

## Inhalt
In dem Kinderroman geht es um die schüchterne und zurückhaltende Alice Andersen, die mit ihrer Klasse das Theaterstück „Die Prinzessin, die niemand zum Schweigen bringen konnte“ zum Schuljahresende aufführen soll. Alice hat große Angst vor dem Auftritt, da sie sich ungern vor Menschen präsentiert. Zwar soll sie nur die Hinterbeine eines Pferdes spielen, musste jedoch auch den Text der Hauptrolle lernen, da sie, falls der Hauptdarstellerin Helene etwas zustoßen sollte, als Notfallprinzessin einspringen muss.
Je näher der Tag der Aufführung rückt, desto mehr bekommt Alice es mit der Angst zu tun. In ihrem Kopf malt sie sich aus, was alles schiefgehen könnte und wie enttäuscht ihre Familie dann von ihr wäre. Iver, der Nachbar und einzige Freund von Alice, zieht sie regelmäßig auf dem gemeinsamen Schulweg damit auf.
Als Helene bei der Generalprobe von einer Bank fällt und bewegungslos liegen bleibt, fürchtet Alice, dass sie nun tatsächlich die Hauptrolle übernehmen muss. Der Unfall entpuppt sich als Scherz von Helene, bestärkt Alice aber in ihrer Angst. Zuhause sucht sie nach Gründen, weswegen sie die Prinzessinnenrolle im Falle eines Ausfalls Helenes nicht übernehmen könne, und entscheidet sich letztendlich dafür, die alte Brille ihrer Mutter zu tragen. Mit der viel zu großen Brille sieht sie ihrer Meinung nach nicht wie eine Prinzessin aus, da Prinzessinnen keine Brillen tragen.
Am Tag der Aufführung begibt sich Alice samt Brille mit Iver auf den Schulweg. Dieser glaubt jedoch nicht an Alices Ausrede, sie sei über Nacht erblindet und müsse deshalb eine Brille tragen. Aus einer kleinen Diskussion entsteht ein heftiger Streit. Iver ignoriert sie daraufhin und geht ihr den ganzen Tag aus dem Weg. Alice ist darüber sehr traurig. Sie merkt, wie viel Iver ihr bedeutet und dass er für sie mehr als nur ein Freund ist.
Kurz vor der Aufführung entwickelt sich ein Streit zwischen Helene und Odin, einem weiteren Klassenkameraden. Dieser stellt Helene ein Bein, sie fällt zu Boden und erleidet eine Gehirnerschütterung. Als Helene ins Krankenhaus transportiert werden muss, steht fest, dass Alices schlimmste Befürchtungen wahr werden und sie tatsächlich die Prinzessin spielen muss.
Während ihr das Prinzessinnenkostüm angezogen wird und sie vom Lehrer regelrecht hinter die Bühne getragen werden muss, beginnt auch schon der Einlass. Alice versucht sich abzulenken und ist kurz vor ihrem Auftritt so gedankenversunken, dass ihr der Text entfällt. Wie versteinert steht sie stumm auf der Bühne.
Iver, der in dieser Szene zusammen mit Alice spielen muss, gibt seinen Text wieder, auf den Alice jedoch nicht antwortet. Auch nach mehrfachem Wiederholen und Soufflieren reagiert Alice nicht. Nun fällt Iver aus der Rolle und spricht sie persönlich an. Alice ist sehr erleichtert, dass Iver wieder mit ihr spricht und meint, dass sie die Szene nur spielen wird, wenn die beiden wieder Freunde sind. Iver beteuert, dass sie sogar beste Freunde seien. Nun fällt Alice vor Begeisterung der Text wieder ein, allerdings sagt sie ihn nicht einfach nur auf, sondern singt ihn in der Melodie der norwegischen Nationalhymne, in der sie den Text gelernt hatte, um ihn sich besser einzuprägen. Iver reagiert schnell und antwortet in derselben Melodie. Alice vergisst alles um sich herum und ist wie in einer anderen Welt. Am Ende der Vorstellung klatscht das Publikum begeistert Beifall. Alice ist verängstigt und traut sich nicht, zur Verabschiedung vor das Publikum zu treten, aber Iver ermutigt sie und gemeinsam, Hand in Hand, treten sie in den Saal und ernten tosenden Applaus.

## Figuren

### Hauptfiguren
Alice Andersen
Die Hauptperson des Buches ist die schüchterne und stille Alice Andersen. Abgesehen von ihrem Nachbarn Iver hat Alice keine Freunde. In ihrer Freizeit liest sie gerne „Alice im Wunderland“, liegt in ihrem Bett und denkt sehr viel nach. Sie wohnt gemeinsam mit ihren drei Geschwistern und ihren Eltern in einer kleinen Wohnung. Für ihren Freund Iver empfindet sie mehr als nur Freundschaft. Das wird ihr aber erst bewusst, als sie eifersüchtig auf Helene wird, der Iver viel Zeit und Bewunderung widmet.
Iver
Iver wohnt gemeinsam mit seiner Mutter im Nachbarhaus von Alice. Jeden Tag geht er gemeinsam mit Alice zur Schule. Er hat rote Haare, große Zähne und Sommersprossen am ganzen Körper. Er ist der beste Freund von Alice, doch er hat auch viele andere Freunde, mit denen er gerne und oft Fußball spielt. Ivers Vater hat die Familie schon kurz nach dessen Geburt verlassen, worunter Iver zwar insgeheim leidet, was er aber nicht zugeben möchte.
Im Theaterstück der Schulklasse spielt er die zweite Hauptrolle: den Tölpelhans, der am Ende die Prinzessin zum Schweigen bringt und sie heiratet. Er ist im Gegensatz zu Alice selbstbewusst und freut sich auf die Aufführung. Er hat großen Spaß daran, sich zu präsentieren und freut sich, gemeinsam mit der schönen Helene spielen zu dürfen.

### Nebenfiguren
Helene
Die hübsche und beliebte Helene spielt in dem Stück die Prinzessin. Sie ist das Gegenteil von Alice. Sie ist extrovertiert und liebt es, sich in den Mittelpunkt zu stellen und von allen bewundert zu werden. Sie singt und tanzt gerne und ihre drei besten Freundinnen unterstützen sie und jubeln ihr stets zu. Sie stammt aus einem reichen Elternhaus und wird mit einer Limousine zur Schule gefahren.
Lehrer
Der Lehrer leitet die Aufführung des Theaterstücks. Er freut sich sehr auf die Aufführung und steht allem optimistisch gegenüber. Von Helene als Besetzung der Hauptrolle ist er mehr als nur begeistert, was er häufig zum Ausdruck bringt. Am Ende der Aufführung zeigt er sich hellauf begeistert von dem Stück und insbesondere von Alice.
Alices Mutter
Alices Mutter ist sehr kurzsichtig, weshalb sie eine starke Brille trägt. Sie unterstützt Alice, wo sie kann, ist jedoch häufiger mit Alices beiden jüngeren Geschwistern beschäftigt.
Alices Oma
Die Oma von Alice hat stets einen schlauen Spruch oder eine Weisheit parat. Sie ist Alices Vorbild, da sie oft anderer Meinung ist als die restliche Familie und auch zu dieser steht. Alice ist die Lieblingsenkelin ihrer Oma und ist froh über ihre besondere Bindung. Ihre Oma ist stolz auf Alice und feuert sie während der Aufführung an.
Martin Andersen
Martin Andersen ist der Bruder von Alice. Er redet nicht viel und hört die meiste Zeit Musik. Er ist außerdem ein großer Fan vom Fußballverein FC Liverpool, wovon er auch mehrere T-Shirts besitzt.
Mia Andersen
Mia Andersen ist die kleine Schwester von Alice. Sie ist neugierig und diskutiert häufig und gerne mit Alice, wobei Alice am Ende immer nachgeben muss, damit Mia nicht weint. Ihre Freizeit verbringt Mia damit, ihre Puppen und ihr Stoffkaninchen zu waschen.

## Nominierungen und Auszeichnungen
- 2015: Brageprisen für Kinder- und Jugendliteratur